# Aritranis occisor
Aritranis occisor är en stekelart som först beskrevs av Johann Ludwig Christian Gravenhorst 1829.  Aritranis occisor ingår i släktet Aritranis och familjen brokparasitsteklar. Arten är reproducerande i Sverige. Inga underarter finns listade.